# Betty Arlen
Betty Arlen (1905-1966) fue una actriz cinematográfica estadounidense, que trabajó en el cine mudo en los años veinte.
Nacida en Kentucky, Arlen se trasladó a Hollywood, California, en 1925, donde fue observada por un cazatalentos mientras trabajaba como bailarina en un teatro. Con solo 16 años de edad fue seleccionada como una de las trece chicas que ese año iban a ser "WAMPAS Baby Stars", lista que incluía a las actrices June Marlowe y Violet La Plante, hermana de Laura La Plante. Esta selección fue el momento culminante de su breve carrera.
En 1926 hizo un papel secundario en A Punch in the Nose, que fue la única película en la que aparece en los créditos. Tuvo otros dos papeles sin aparecer en los créditos en 1928, y posteriormente siguió recibiendo papeles muy pequeños, a pesar de que luchó por continuar dentro de la industria. Siguió residiendo en el área de Los Ángeles, California, y falleció en 1966 en Farmington, Nuevo México.